# Taiwanaphis montanicola
Taiwanaphis montanicola är en insektsart. Taiwanaphis montanicola ingår i släktet Taiwanaphis och familjen långrörsbladlöss. Inga underarter finns listade i Catalogue of Life.